# Chitala ornata
Chitala ornata är en fiskart som först beskrevs av Gray, 1831.  Chitala ornata ingår i släktet Chitala och familjen Notopteridae. IUCN kategoriserar arten globalt som livskraftig. Inga underarter finns listade i Catalogue of Life. Det svenska trivialnamnet clownknivfisk förekommer för arten.